# D'Pharaoh Woon-A-Tai
D'Pharaoh Miskwaatez McKay Woon-A-Tai (nascido em 19 de setembro de 2001) é um ator canadense de ascendência indígena. Ele é mais conhecido por seu papel como Bear Smallhill na série de comédia dramática da FX on Hulu Reservation Dogs (2021–2023), pela qual recebeu uma indicação ao Primetime Emmy Award de Melhor Ator de Série de Comédia e duas indicações ao Critics' Choice Television Award de Melhor Ator em Série de Comédia.

## Juventude
Woon-A-Tai e seu irmão gêmeo Mi'De Xxavier nasceram em Toronto. Nascido D'Pharaoh Miskwaatez Loescher McKay Woon-A-Tai, seu nome reflete sua herança Oji-Cree, Sino-guianense e Alemã. Faixa preta em karatê Shotokan, ele é neto do notável instrutor Shotokan Frank Woon-A-Tai por parte de mãe. Seu avô paterno é o Dr. Alex McKay, professor de língua Anishinaabemowin no departamento de Estudos Indígenas da Universidade de Toronto.
Woon-A-Tai e seus três (do que viria a ser cinco) irmãos cresceram no bairro Esplanade de Toronto e visitavam sua família paterna na Primeira Nação Kitchenuhmaykoosib Inninuwug nos fins de semana. Ele frequentou a Nelson Mandela Park Public School.

## Carreira
Woon-A-Tai começou sua carreira com um papel recorrente como Chase Whaley na 1ª temporada da série 2018 do Family Channel, Holly Hobbie. Em 2019, Woon-A-Tai interpretou Tom Longboat em um arco de dois episódios da 12ª temporada de Murdoch Mysteries. Ele fez participações especiais como Lucky em Creeped Out e Mikey em Tribal.
Woon-A-Tai fez sua estreia no cinema como Hank no filme Beans, dirigido por Tracey Deer, que foi uma seleção do Festival Internacional de Cinema de Toronto de 2020 e ganhou o prêmio de Melhor Filme no Canadian Screen Awards.
Em dezembro de 2020, foi anunciado que Woon-A-Tai estrelaria como Bear Smallhill na comédia dramática Reservation Dogs de 2021 da FX on Hulu, "um triunfo da vida" de Sterlin Harjo e Taika Waititi. Ambientado e filmado na zona rural de Oklahoma, Reservation Dogs é uma história de amadurecimento que segue as travessuras de adolescentes rebeldes que vivem em terras tribais. Toda a equipe criativa, elenco principal e equipe técnica da série consiste em povos indígenas, com a adição de alguns atores não-nativos em papéis coadjuvantes ou convidados. O Denver Gazette descreveu Bear como "interpretado espetacularmente por D'Pharaoh, a estrela emergente desta série". A segunda temporada de Reservation Dogs estreou em 3 de agosto de 2022, e a terceira temporada estreou em 2 de agosto de 2023.
Em 2022, foi anunciado que Woon-A-Tai se juntaria a Finn Wolfhard e Billy Bryk na estreia da dupla na direção, Hell of a Summer, que foi lançada em 2023. Woon-A-Tai interpretou Adam no filme de 2023 Fitting In. Ele também estrelou o filme de suspense independente Only the Good Survive, ao lado de Sidney Flanigan, Frederick Weller e Will Ropp. O filme também foi lançado em 2023.

## Vida pessoal
Woon-A-Tai namora a modelo e ativista americana Quannah Chasinghorse desde 2021. A dupla mora junto em Los Angeles, e ambos assinaram contrato com a IMG como modelos e para gestão de talentos. Os dois aparecem juntos no videoclipe do single "Haute saison" de Rob & Jack Lahana.

## Filmografia

### Cinema
| Ano  | Título                | Personagem  | Diretor                    | Notas          |
| ---- | --------------------- | ----------- | -------------------------- | -------------- |
| 2019 | Wenonah               | Luc         | Deanna Armenti             | Curta-metragem |
| 2020 | Beans                 | Hank        | Tracey Deer                |                |
| 2023 | Fitting In            | Adam        | Molly McGlynn              |                |
| 2023 | Only the Good Survive | Ry Coolidge | Dutch Southern             |                |
| 2023 | Hell of a Summer      | Mike        | Finn Wolfhard e Billy Byrk |                |

### Televisão
| Ano       | Título            | Personagem     | Notas                           |
| --------- | ----------------- | -------------- | ------------------------------- |
| 2018      | Holly Hobbie      | Chase Whaley   | Papel recorrente                |
| 2019      | Murdoch Mysteries | Tom Longboat   | Papel recorrente                |
| 2019      | Creeped Out       | Lucky          | Episódio: "The Takedown"        |
| 2020      | Tribal            | Mikey          | Episódio: "Runs with a Gun"     |
| 2021–2023 | Reservation Dogs  | Bear Smallhill | Papel principal                 |
| 2022      | TallBoyz          | Ele mesmo      | Episódio: "Papa You Are My Dad" |

### Webséries
| Ano  | Título              | Personagem | Notas                |
| ---- | ------------------- | ---------- | -------------------- |
| 2022 | Normal Ain't Normal | Wes        | Websérie da Buzzfeed |

## Videografia

### Vídeos musicais
| Ano  | Artista          | Canção                                          | Álbum                 |
| ---- | ---------------- | ----------------------------------------------- | --------------------- |
| 2022 | Rob, Jack Lahana | Haute saison (feat. Gordon Tracks & Giogio Poi) | Haute saison (Single) |

## Prêmios e indicações
| Ano  | Associações                       | Categoria                                                                | Nomeações        | Resultado |
| ---- | --------------------------------- | ------------------------------------------------------------------------ | ---------------- | --------- |
| 2022 | Independent Spirit Awards         | Melhor Elenco em uma Nova Série Roteirizada (compartilhado com o elenco) | Reservation Dogs | Venceu    |
| 2022 | Pena de Prata                     | Melhor Elenco em Série de Comédia (compartilhado com o elenco)           | Reservation Dogs | Venceu    |
| 2023 | Critics' Choice Television Awards | Melhor Ator em Série de Comédia                                          | Reservation Dogs | Indicado  |
| 2024 | Critics' Choice Television Awards | Melhor Ator em Série de Comédia                                          | Reservation Dogs | Indicado  |
| 2024 | Primetime Emmy Awards             | Melhor Ator em Série de Comédia                                          | Reservation Dogs | Indicado  |